# Erdoesina
Erdoesina är ett släkte av steklar. Erdoesina ingår i familjen puppglanssteklar.
Kladogram enligt Catalogue of Life:
| Erdoesina | \| \| Erdoesina alboannulata \| \| \| \| \| \| Erdoesina boarmiae \| \| \| \| |
|           | \| \| Erdoesina alboannulata \| \| \| \| \| \| Erdoesina boarmiae \| \| \| \| |
|           | Erdoesina alboannulata                                                        |
|           |                                                                               |
|           | Erdoesina boarmiae                                                            |
|           |                                                                               |